# John Forrest Kelly
John Forrest Kelly (Carrick-on-Suir, 28 maart 1859 – Pittsfield (Massachusetts), 15 oktober 1922) was een Amerikaans elektrotechnicus en uitvinder van Ierse komaf. Tevens was hij een Ierse nationalist.

## Leven en werk
Geboren in Ierland als zoon van twee Fenian schoolleraren, Jeremiah en Kate Forrest Kelly, emigreerde hij in 1873 naar Amerika. Hij bezocht de Stevens Institute of Technology in Hoboken (New Jersey). Na het behalen van zijn bachelordiploma in 1878 en zijn Ph.D. in de elektrochemie op zijn tweeëntwintigste werd hij een vroege bondgenoot van Thomas Edison. In diens laboratorium in Menlo Park deed hij baanbrekend werk op het gebied van elektriciteitsopwekking en transportsystemen.
In 1879 werd hij ingenieur bij New York-afdeling van Western Electric Company. Drie jaar later werd hij de assistent van Edward Weston en vervolgens chef-elektro bij de United States Electric Lighting Company (USEL; opgericht door Weston, Hiram S. Maxim en Moses Farmer). Samen met William Stanley Jr. en Cummings Chesney werd hij partner in de Stanley Electric Manufacturing Company in Pittsfield, welke later over werd genomen door General Electric.
Nadien hield hij zich bezig met het Iers nationalisme, door hoofdzakelijk anoniem artikelen te schrijven voor de Irish World.